# Soukhoï Su-11
Ne doit pas être confondu avec Soukhoï Su-11 (1946).
Le Soukhoï Su-11 (code OTAN Fishpot-C) est un avion d'interception utilisé par l'URSS dans les années 1960-70 et retiré du service en 1983. Il s'agit d'une version améliorée du Su-9 avec un réacteur plus puissant et un nez modifié pour accueillir un radar plus performant. Désigné T-47, le prototype fit son premier vol en 1961. Les missiles Kaliningrad K-5 du Su-9 ont été remplacés par des missiles Kaliningrad K-8. Tout comme de nombreux intercepteurs de l'époque, il ne possédait pas de canon principal.
Cette version n'a été construite qu'à une centaine d'exemplaires seulement, probablement en raison de l'arrivée du Su-15, nettement plus performant. Il semble également que le poids plus élevé du nouveau radar ait modifié le centre de gravité de l'avion, ce qui a dégradé sa tenue en vol.
Une version d'entraînement, le Su-11U « Maiden » a également été développée. Semblable au Su-9U, il dispose de systèmes d'armement et radar complets à des fins de formation. Du fait de son autonomie réduite, cette version n'est pas prévue pour être utilisée au combat.

## Pays utilisateurs
- Voyska PVO (force de défense anti-aérienne soviétique)

### Développement lié
- Soukhoï Su-7
- Soukhoï Su-9
- Soukhoï Su-15

### Aéronefs comparables
- Lockheed F-104 Starfighter
- Mikoyan-Gourevitch MiG-21